# Amphipyra pyramidina
Amphipyra pyramidina är en fjärilsart som beskrevs av Eugen Johann Christoph Esper 1796. Amphipyra pyramidina ingår i släktet Amphipyra och familjen nattflyn. Inga underarter finns listade i Catalogue of Life.